# Regionen in Eswatini
Eswatini ist in zweiter administrativer Ebene seit Inkrafttreten der Verfassung von 2005 eingeteilt in vier Regionen (engl.: regions; Siswati: Tifundza teSwatini). Jede Region hat einen Regional Administrator, einen Regional Secretary und ein Regional Council, dessen Mitglieder vom König ernannt sind. Zumeist sind diese Ämter von Angehörigen oder Freunden der königlichen Familie besetzt.
Der ISO-3166-2-Code für Eswatini enthält die Codes für die vier Regionen. Die Bezeichnung des Ländernamens wurde im ISO Code ISO-3166-2 am 16. Juli 2018 in der Langform auf Kingdom of Eswatini in der Kurzform Eswatini und in der lokalen Kurzform in Siswati auf eSwatini geändert. Am 26. November 2018 wurden die Bezeichnung für die Verwaltungseinheiten im ISO Code ISO-3166-2 von vormals district auf region geändert. Die Namen für die vier Regionen werden auf Englisch und Siswati gleich geschrieben.
| Region # | Region     | Hauptstadt | Fläche (km²) | Bevölkerung (Volkszählung 2017) | ISO-Code |
| -------- | ---------- | ---------- | ------------ | ------------------------------- | -------- |
| 1        | Hhohho     | Mbabane    | 3.625,17     | 320.651                         | SZ-HH    |
| 2        | Lubombo    | Siteki     | 5.849,11     | 212.531                         | SZ-LU    |
| 3        | Manzini    | Manzini    | 4.093,59     | 355.945                         | SZ-MA    |
| 4        | Shiselweni | Nhlangano  | 3.786,71     | 204.111                         | SZ-SH    |

Diese vier Regionen wiederum sind in dritter Ebene mit Stand 2020 eingeteilt in 59 Tinkhundla. Jede Inkhundla sendet einen gewählten Abgeordneten ins House of Assembly of Eswatini.

## Tourismusregionen
Für touristische Zwecke wurde das Land in fünf Tourismusregionen eingeteilt, die nicht mit den administrativen Grenzen übereinstimmen und auch nicht mit den Klimazonen oder der naturräumlichen Gliederung. Die fünf Zonen orientieren sich an der Erreichbarkeit, an den möglichen Reisezielen, Aktivitäten und Interessen der Touristen.
Diese fünf Regionen sind folgendermaßen benannt und charakterisiert:
- Central Eswatini: Cultural Heartland
- North West Eswatini: Highland Adventures
- North East Eswatini: Conservation & Community
- South East Eswatini: Wildlife Up Close
- South West Eswatini: Scenic Splendour